# Francesc Suriol i Solé
Francesc Suriol i Solé (La Granada, 2 de febrer de 1919 - Sant Boi de Llobregat, 24 de febrer de 1999) fou un futbolista català de la dècada de 1940.

## Trajectòria
L'any 1926, amb set anys, es traslladà a Sant Boi de Llobregat. Ingressà al FC Santboià, i arribà a disputar dos amistosos amb el FC Barcelona, però l'esclat de la guerra civil aturà la seva carrera. Va combatre a la batalla de l'Ebre al bàndol republicà i passà dos anys i sis mesos a la presó abans de ser alliberat. Després de la guerra jugà a la Gimnàstica de Felanitx i al Santboià. El 1942 fitxà pel RCD Espanyol, jugant cedit al Reus Deportiu. Durant la temporada 1942-43 ingressà al RCD Espanyol, que l'incorporà davant la lesió del mig centre Iraburu. El 21 de febrer de 1943 disputà el seu únic partit a primera divisió, amb una victòria sobre el Granada per 2 a 1. Retornà al Reus Deportiu el 1943, i dos anys més tard passà a la UE Sants. Acabà els seus anys com a futbolista al CF Gavà, la UE Vic i al FC Santboià.
Un cop retirat inicià una llarga etapa de 32 anys a les banquetes catalanes, dirigint equips com l'FC Santboià, CE Manresa, CF Gavà o CF Vilanova. També fou president del FC Santboià en dues etapes (1964-66 i 1971-75).